# Blagodarnoye
Blagodarnoye ou Blagodarnoe (en arménien Բլագոդարնոյե ; anciennement Kirilovka) est une communauté rurale du marz de Lorri en Arménie. En 2008, elle compte 257 habitants.